# Gorochovec
Gorochovec (rusky Гороховец) je město ve Vladimirské oblasti Ruské federace. Při sčítání lidu v roce 2010 mělo přes čtrnáct tisíc obyvatel.

## Poloha
Gorochovec leží na pravém břehu Kljazmy, přítoku
Oky v povodí Volhy. Od Vladimiru, správního střediska oblasti, je vzdálen přibližně 150 kilometrů na východ.

## Dějiny
Gorochovec je poprvé zmiňován v roce 1158, kdy byl na východním kraji Vladimirsko-suzdalského knížectví.
V roce 1239 město zničili Mongolové.
V roce 1778 se Gorochovec stal formálně městem.

## Pamětihodnosti

### Náboženské
- Nikolský (Mikulášský; taky Svjato-Trojický) klášter (17. st.)
- Znamenský klášter (17.—18. st.)
- Sretěnský (Uvedení Páně) klášter (17. st.)
- Blagověščenský (Zvěstování) kostel (1700)

### Civilní architektura
V celém Rusku se do 21. století dochovalo 20 kamenných kupeckých domů, tzv. palat, památek civilní architektury 17. st.; z toho počtu je 7 v Gorochovcu.
- Jeršovův (Sapožnikovův) dům, v němž dnes sídlí Muzeum kupecké domácnosti 17. st.
- Dům kupců Širjajevových.
- Oparinův (Selinův) dům.
- Kanonnikovův dům.

Na přelomu 19. a 20. století byly ve městě a jeho okolí postaveny domky, v nichž se propojovaly módní secesní rysy s tradicemi ruské dřevěné architektury.
- Šorinovo příměstské sídlo.
- Prišlecovův dům.

## Galerie

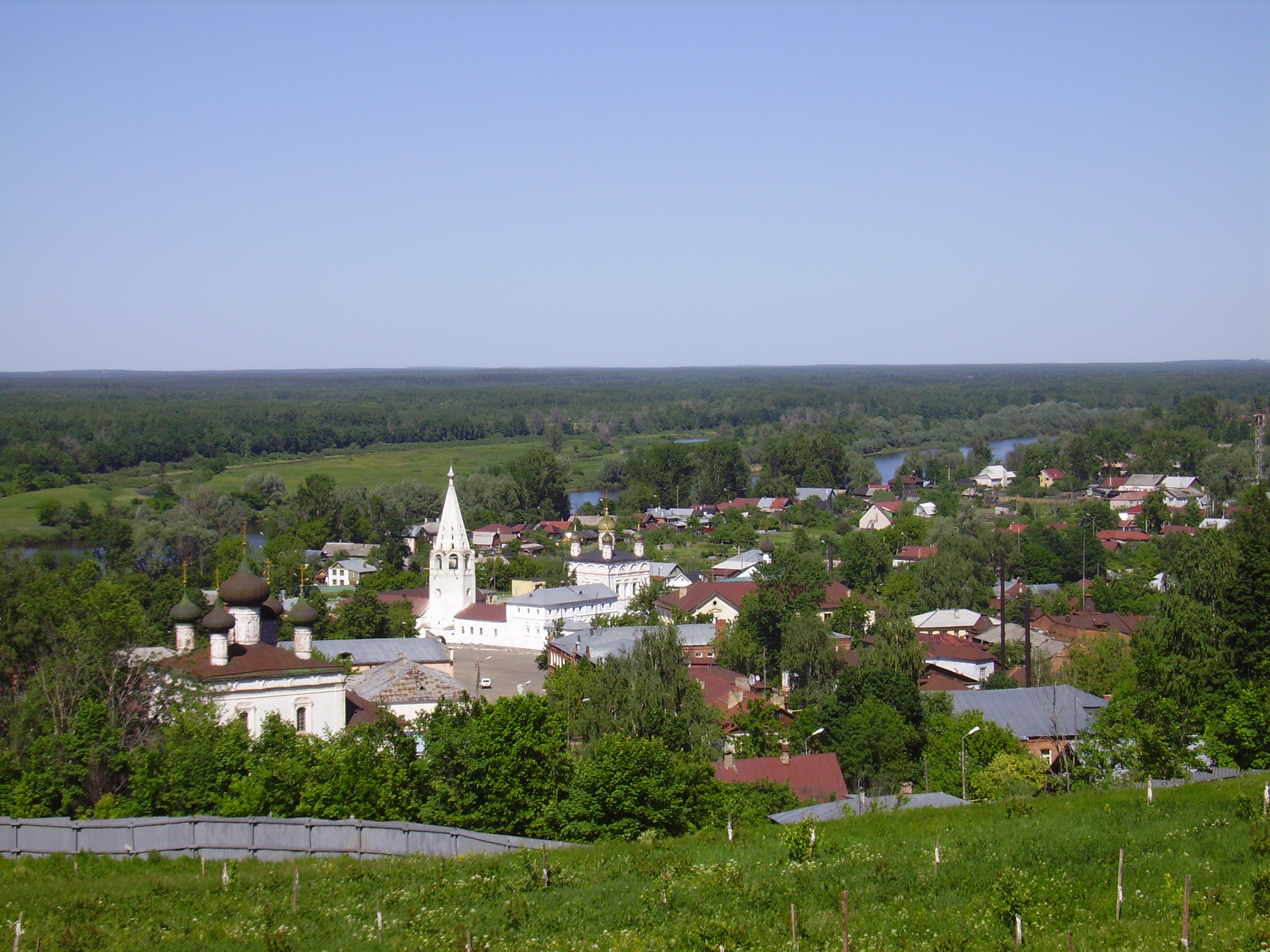
Celkový pohled na město
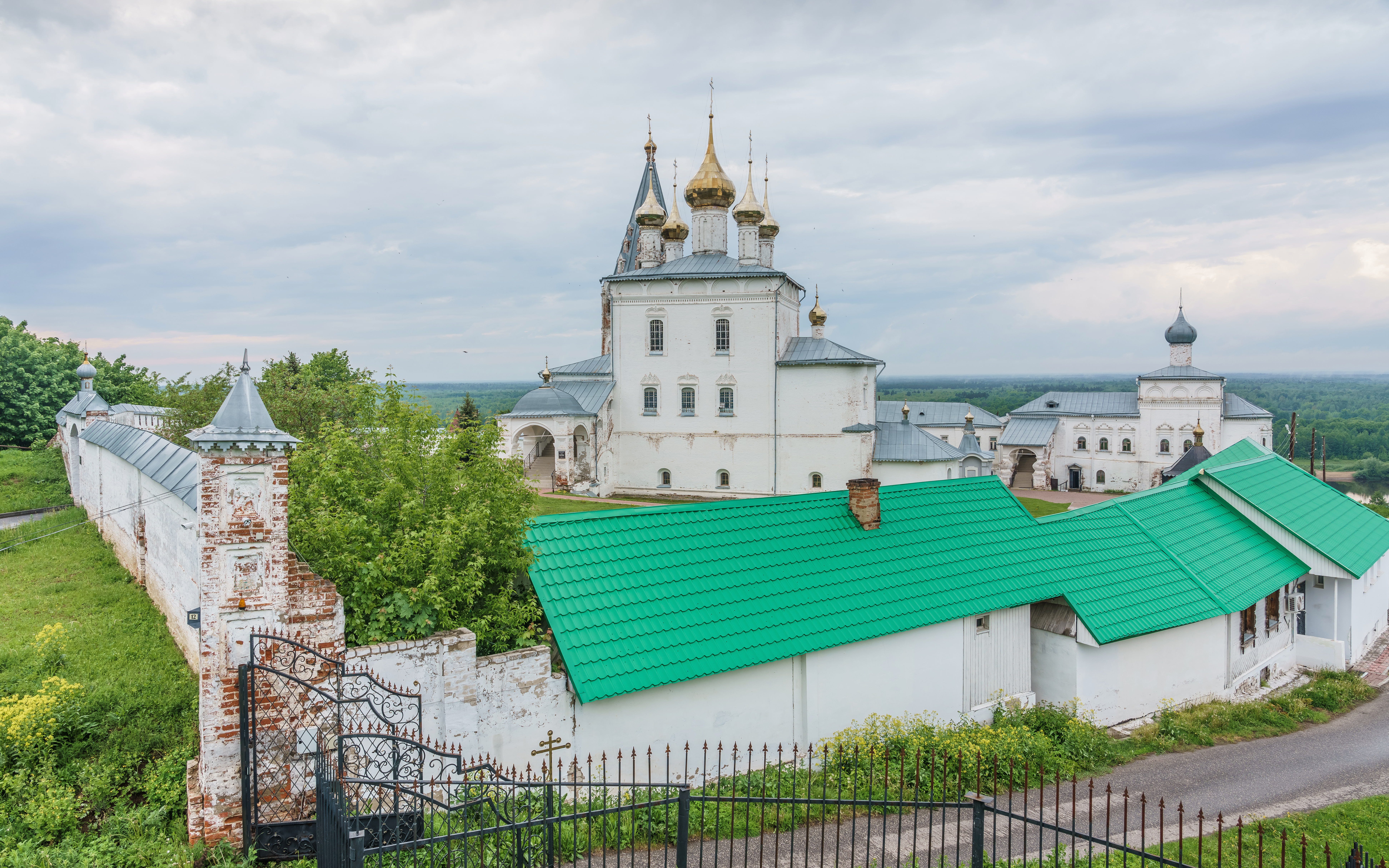
Nikolský klášter
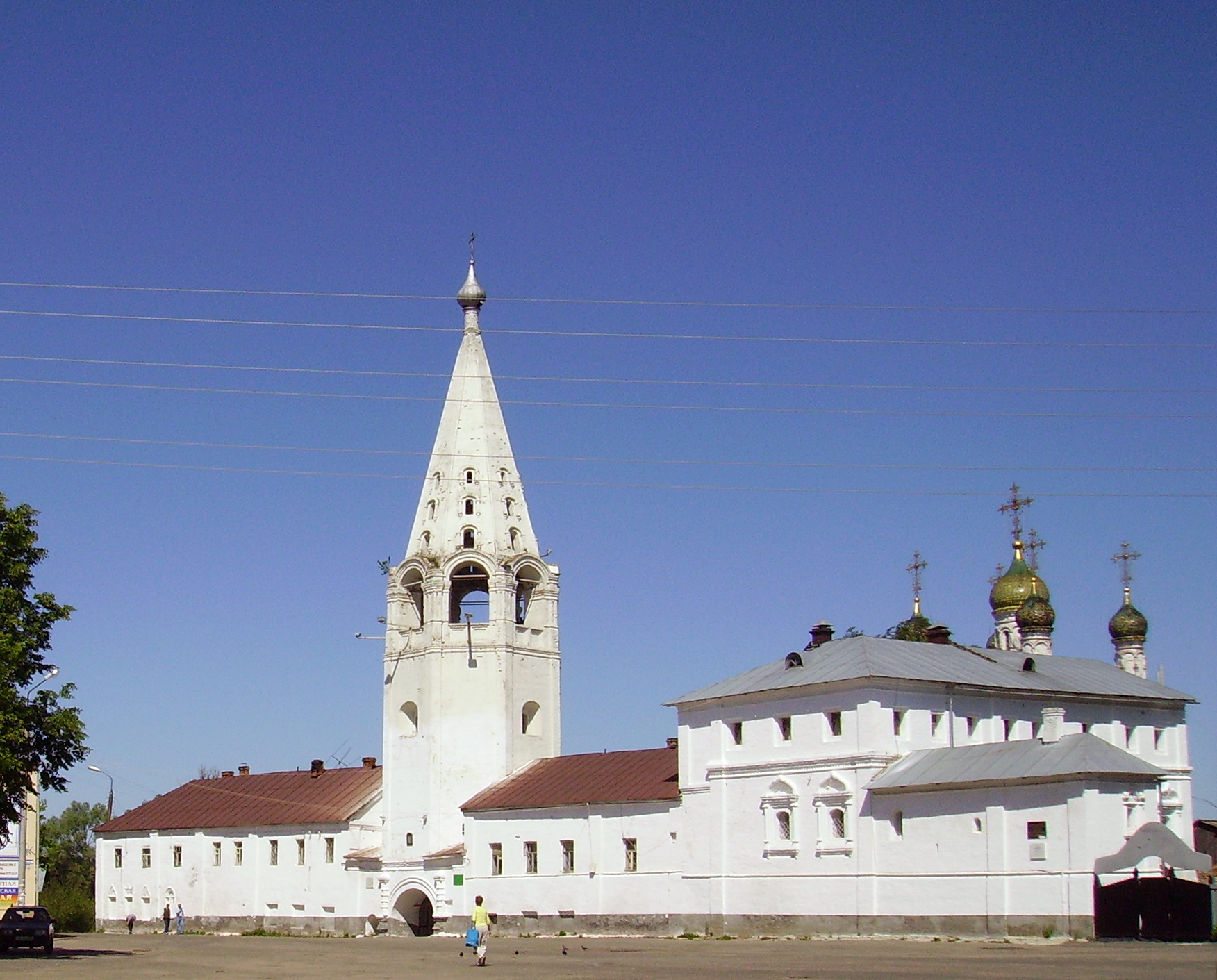
Sretěnský klášter
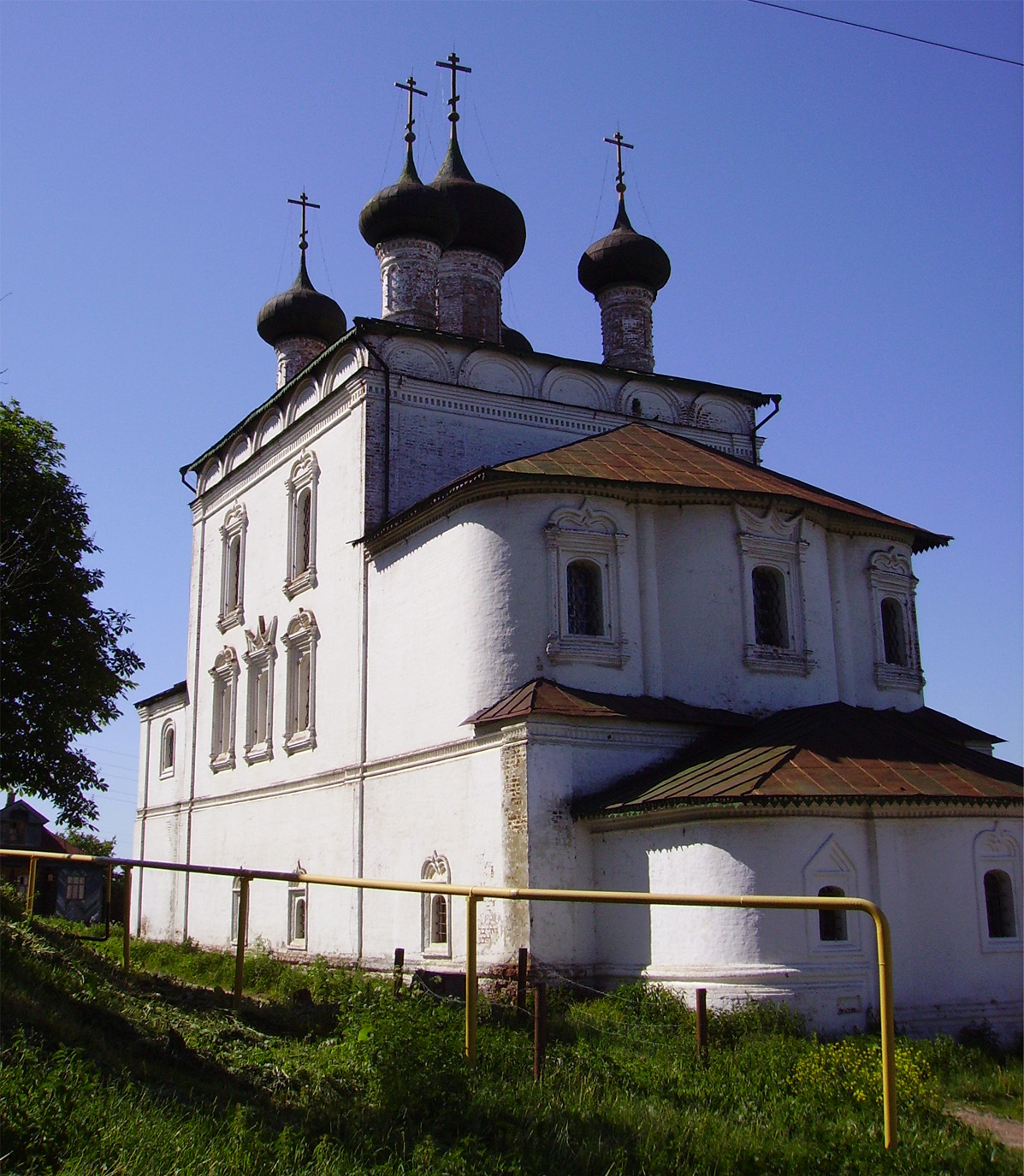
Voskresenský (Vzkříšení) kostel
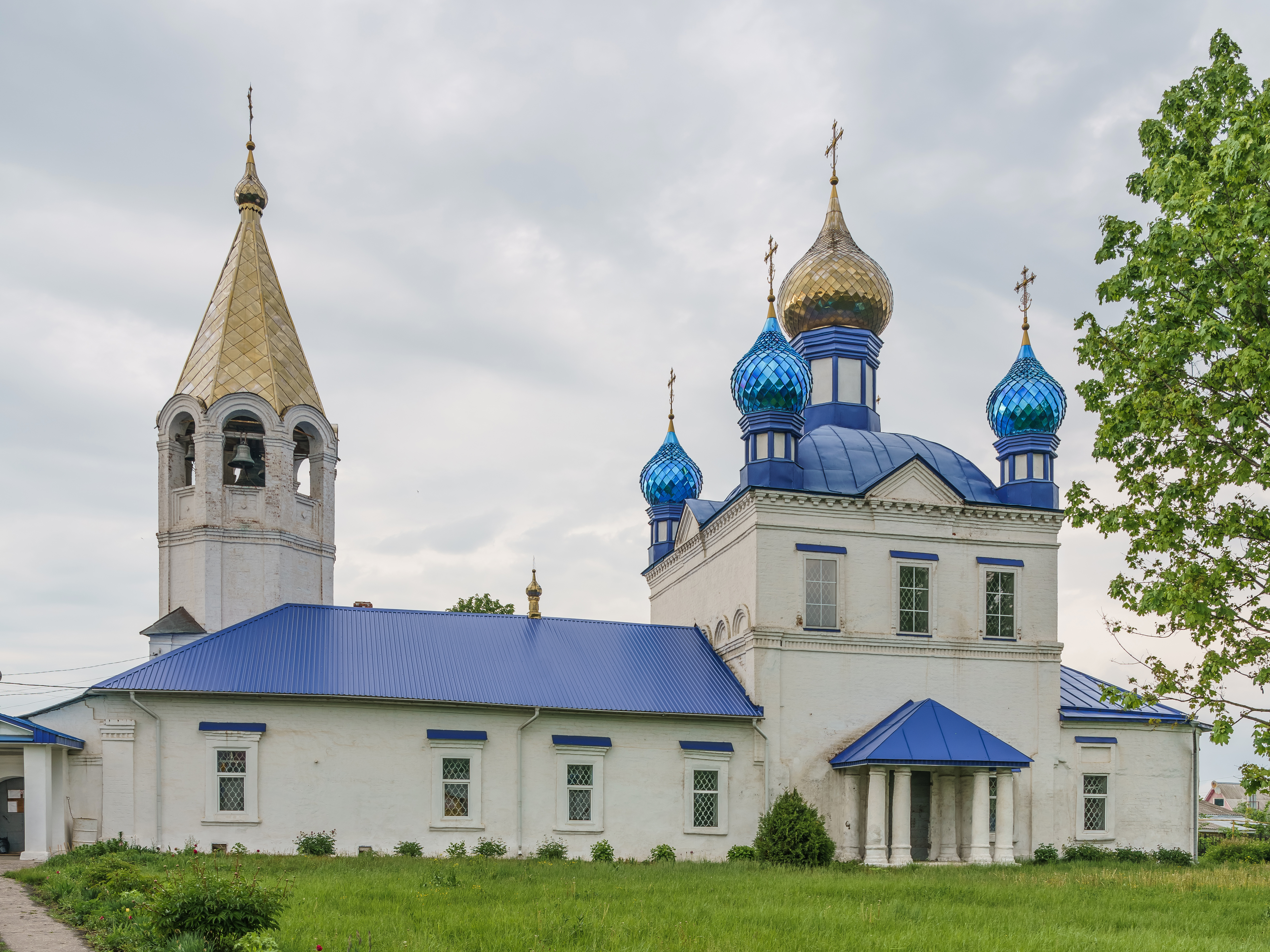
Kazanský kostel
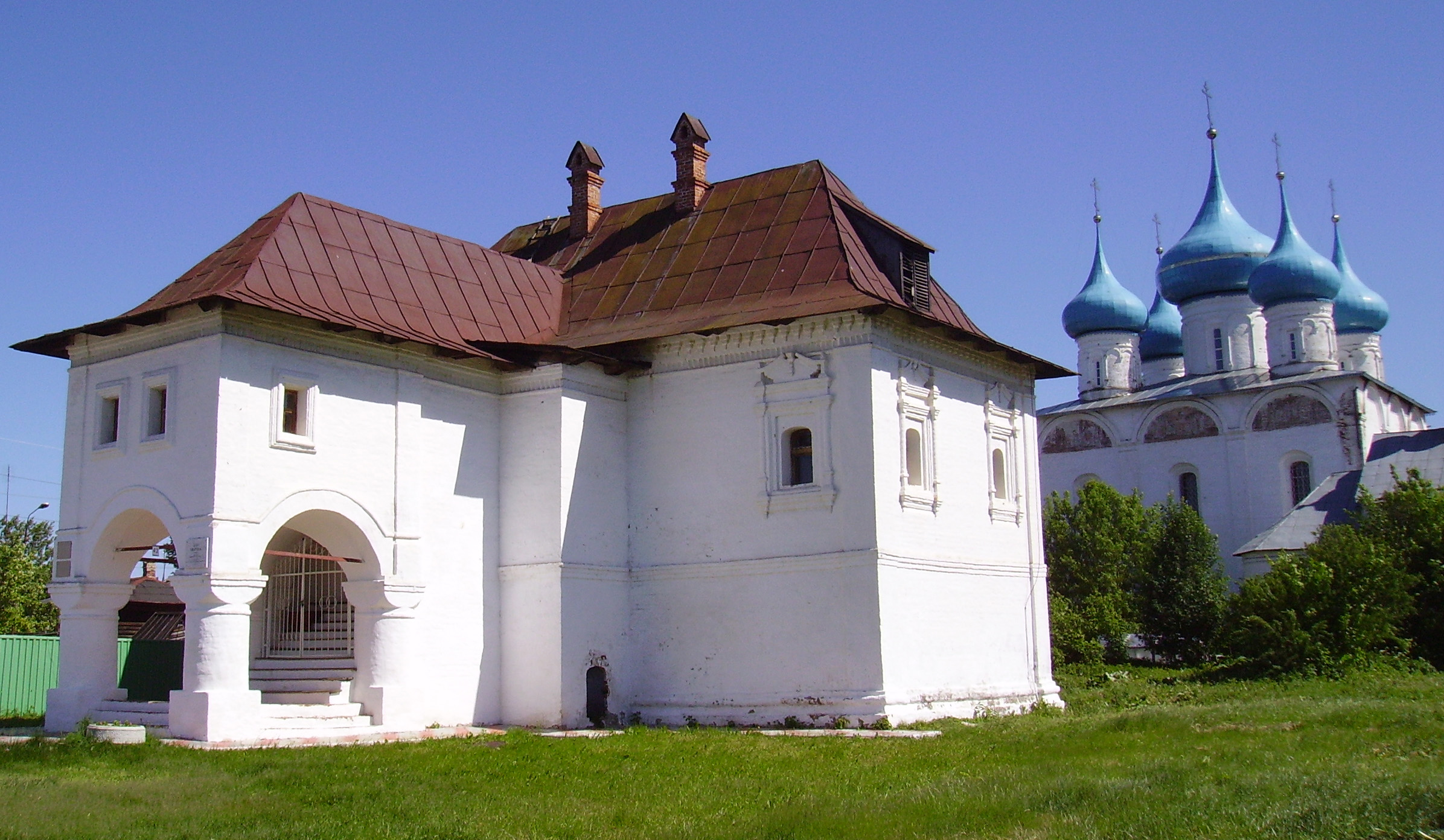
Blagověščenský kostel a Oparinův dům
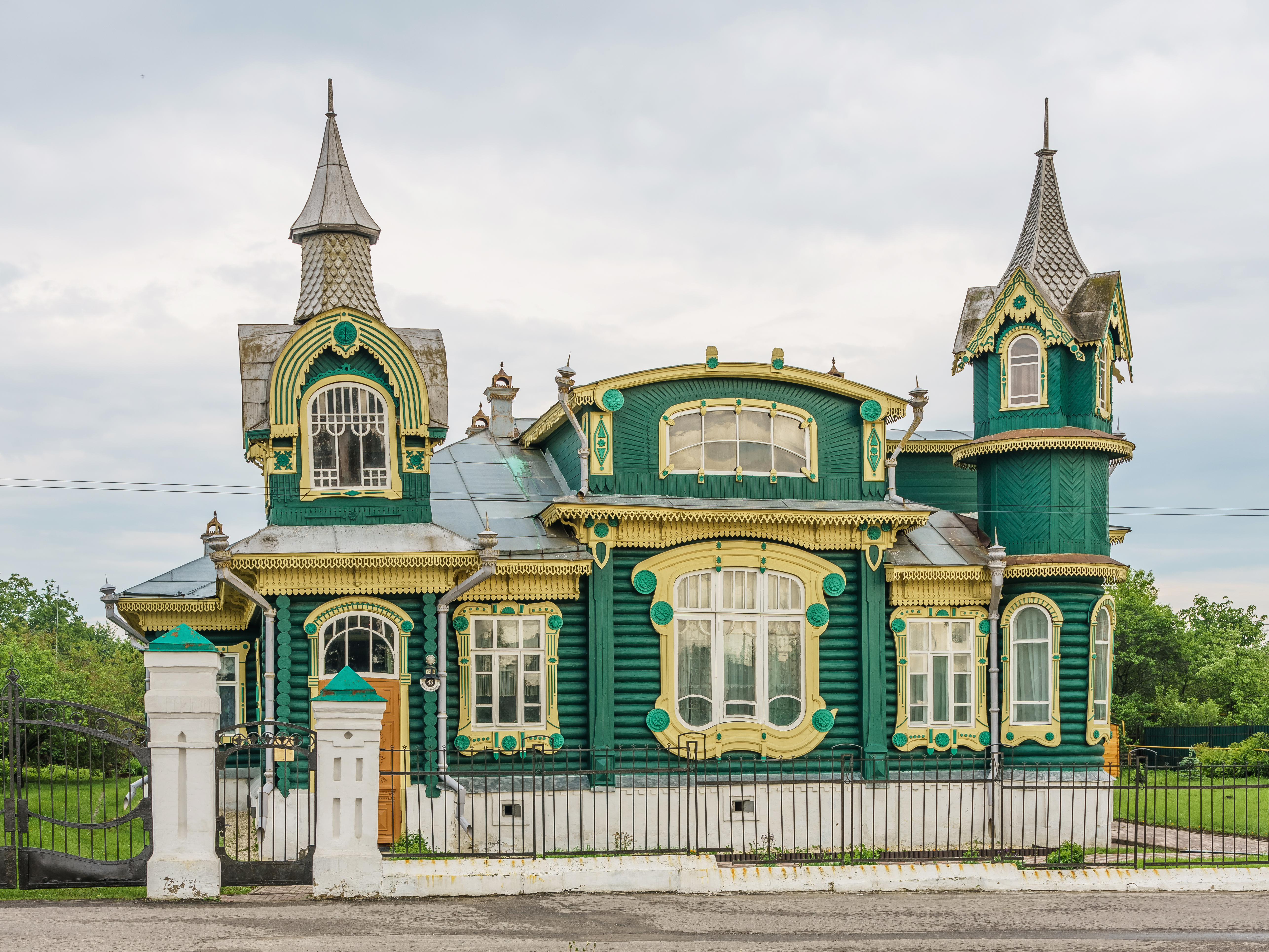
Šorinovo příměstské sídlo
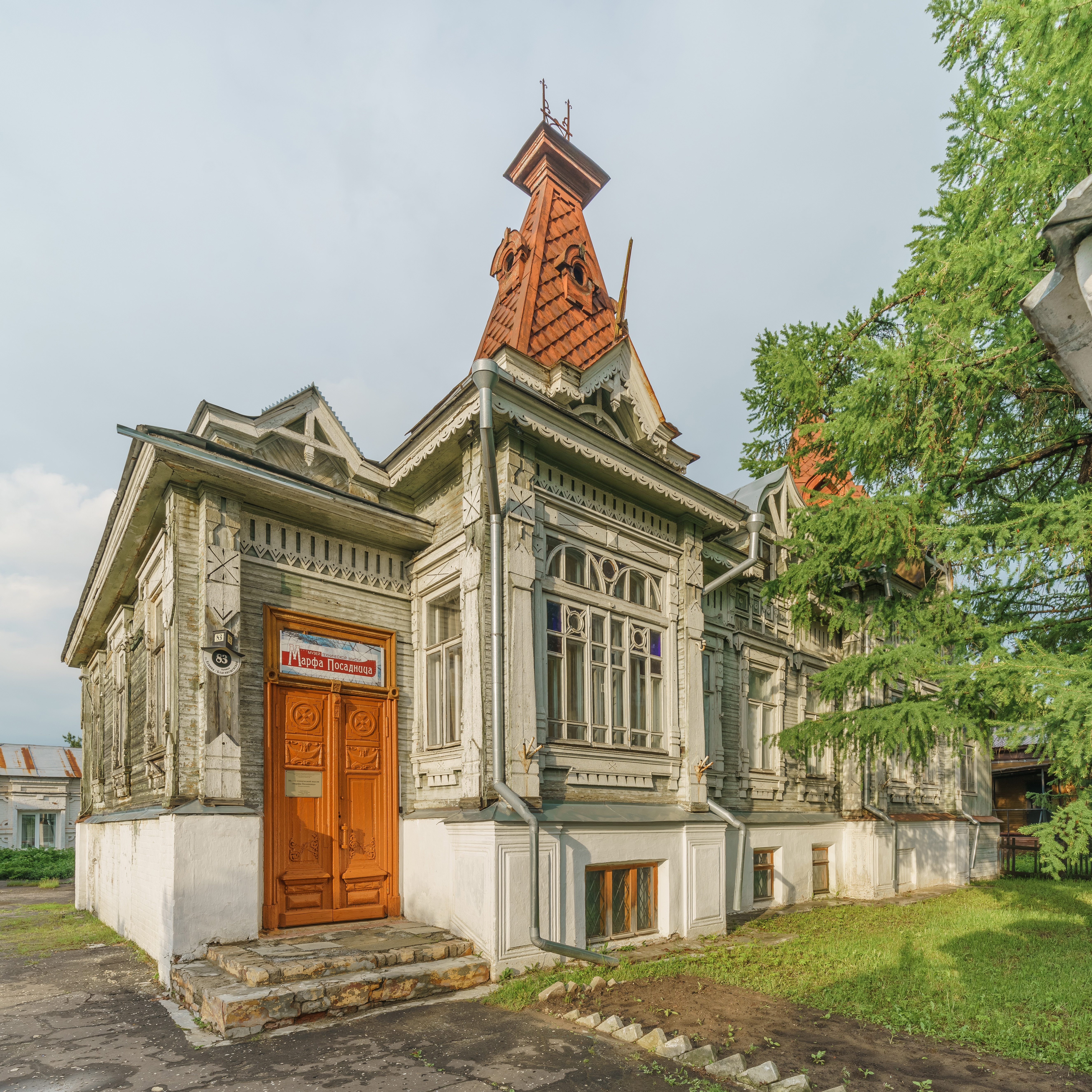
Morozovovo sídlo